# Flexirubin
Flexirubin ist das Hauptpigment, das innerhalb von vielen Bakteriengattungen der Bacteroidetes, wie z. B. Flexibacter, Flavobacterium, Chryseobacterium und Cytophaga, vorkommt. Erstmals isoliert wurde es aus Flexibacter elegans. Neben Flexirubin liegen bei diesen Gattungen außerdem Carotinoide vor. Das Pigmentgemisch aus Flexirubin und Carotinoiden verleiht den Kolonien eine intensive gelborange Farbe. Strukturell handelt es sich bei diesem Bakterienpigment um ein Polyencarbonsäure-Chromophor, das über eine Esterbindung mit einem Phenol verknüpft ist, das eine lange Alkylseitenkette trägt. Die Totalsynthese von Flexirubin wurde 1977 beschrieben.
Zum Nachweis von Flexirubin wird 20%ige Kalilauge auf die angewachsenen Kulturstämme gegeben. Ein Farbumschlag von Gelb nach Rotbraun zeigt das Vorhandensein von Flexirubin an. Optional können die Pigmente auch mit Aceton extrahiert werden und über chromatographische Verfahren bestimmt werden.